# 恵日寺 (福島県磐梯町)
恵日寺（えにちじ）は、福島県耶麻郡磐梯町にある真言宗豊山派の仏教寺院。かつては慧日寺（えにちじ）と称し、明治の廃仏毀釈で一旦廃寺になったが、1904年（明治37年）に復興され、現在の寺号となった。平安時代初期からの寺院の遺構は、慧日寺跡（えにちじあと）として国の史跡に指定されている。

## 歴史
慧日寺は平安時代初め、807年（大同2年）に法相宗の僧・徳一によって開かれた。徳一はもともとは南都（奈良）の学僧で、布教活動のため会津へ下って勝常寺や円蔵寺（柳津虚空蔵尊）を建立し、会津地方に仏教文化を広めていた。また、徳一は会津の地から当時の新興仏教勢力であった天台宗の最澄と「三一権実諍論」と呼ばれる大論争を繰り広げたり、真言宗の空海に「真言宗未決文」を送ったりしていた。徳一は842年（承和9年）に死去し、今与（金耀）が跡を継いだ。この頃の慧日寺は寺僧300、僧兵数千、子院3,800を数えるほどの隆盛を誇っていたと言われる。「国王神社縁起」及び「元享釈書」によると、平将門の最後の合戦の時に、三女が恵日寺に逃れ、出家して如蔵尼と称して留まり、将門の死後33年目に郷里(茨城県坂東市)に帰ったと伝わる。
平安時代後期になると慧日寺は越後から会津にかけて勢力を張っていた城氏との関係が深くなり、1172年（承安2年）には城資永より越後国東蒲原郡小川庄75ヶ村を寄進されている。その影響で、源平合戦が始まると、平家方に付いた城助職が木曾義仲と信濃国横田河原で戦った際には、慧日寺衆徒頭の乗丹坊が会津四郡の兵を引き連れて助職への援軍として駆けつけている。しかし、この横田河原の戦いで助職は敗れ、乗丹坊も戦死し、慧日寺は一時的に衰退した。
その後、中世に入ると領主の庇護などもあり伽藍の復興が進み、『絹本著色恵日寺絵図』から室町時代には複数の伽藍とともに門前町が形成されていたことがわかる。しかし、1589年（天正17年）の摺上原の戦いに勝利した伊達政宗が会津へ侵入した際にその戦火に巻き込まれ、金堂を残して全て焼失してしまった。その金堂も江戸時代初期の1626年（寛永3年）に焼失し、その後は再建されたものの、かつての大伽藍にはほど遠く、1869年（明治2年）の廃仏毀釈によって廃寺となった。その後、多くの人の復興運動の成果が実を結び、1904年（明治37年）に寺号使用が許可され、「恵日寺」という寺号で復興された。なお、現在は真言宗に属している。

## 慧日寺の遺構
慧日寺は太平洋戦争後に発掘調査が開始され、その遺構は「本寺地区」「戒壇地区」「観音寺地区」の三カ所に残されている。

### 本寺地区

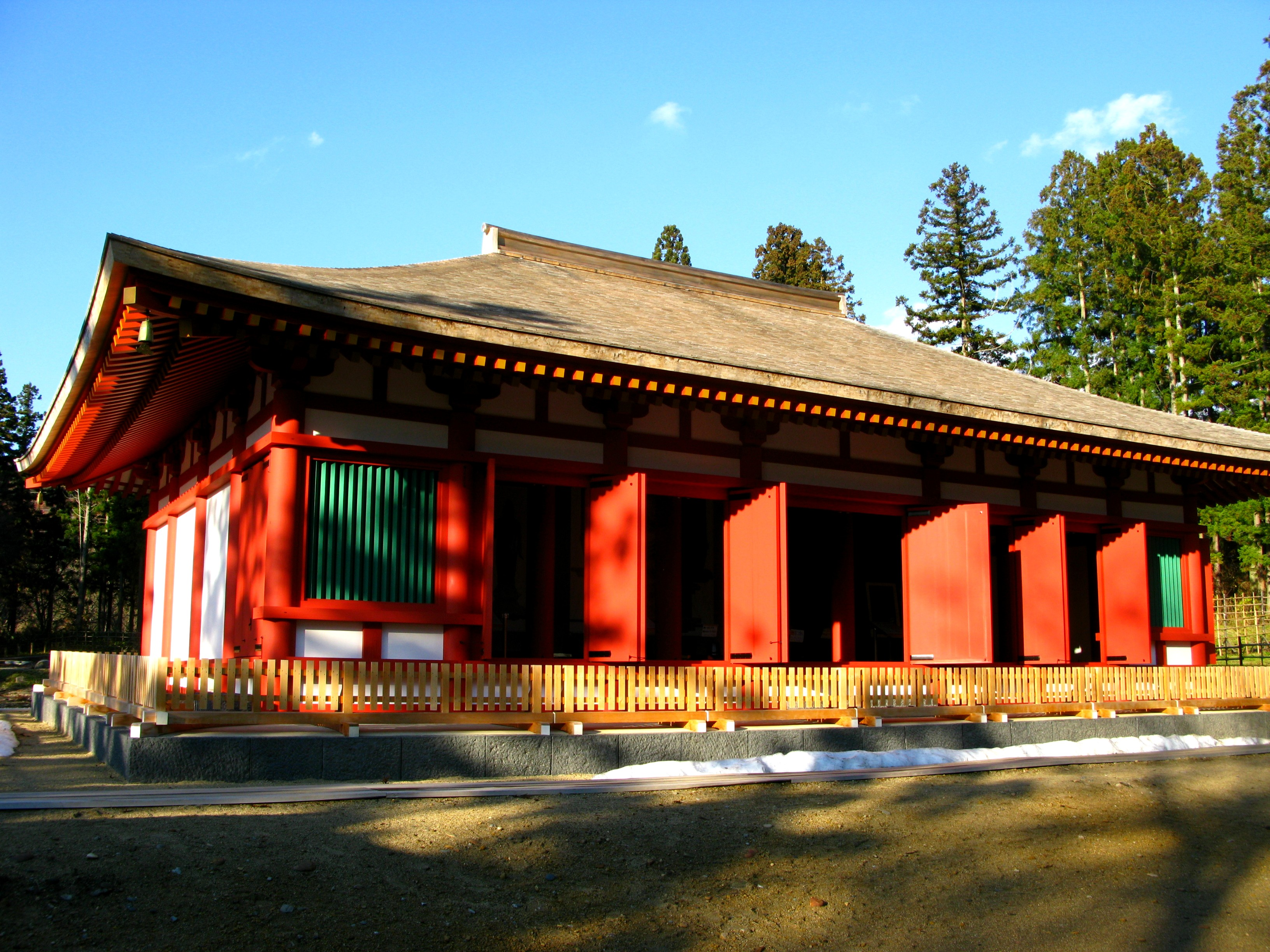
復元された金堂

「本寺地区」は慧日寺の中心伽藍があった場所で、発掘調査によって、創建当初は中門、金堂、講堂、食堂と推定される主要な建物が南北一列に建立されたことが判明している。また、現在は中心伽藍遺構の東側に薬師堂と仁王門、さらにその東に龍宝寺不動堂と乗丹坊供養塔、中心伽藍の北には徳一廟が残されている。薬師堂にはもともと薬師如来像が納められ、会津五薬師の一つ・東方薬師として多くの信仰を集めていたが、相次ぐ火災によって焼失したと言われる。現在の薬師堂は明治時代に再建された。徳一廟の内部には平安時代に建立されたと推定される五輪塔があり、徳一の墓と伝えられている。また、龍宝寺不動堂裏手の森には往事のものと思われる土塁や石塁が現存している。現在、中心伽藍跡は史跡公園として整備されており、2008年（平成20年）には金堂が、翌2009年（平成21年）には中門が復元された。さらに金堂内に復元された薬師如来坐像が2018年（平成30年）7月30日に公開された。

### 戒壇地区
「戒壇地区」は本寺地区の西方にあり、丘陵末端部を利用して作り出された小山状の遺構が残っている。戒壇跡と伝えられてきたが、発掘調査によって平安時代の石塔や火葬骨片が出土し、墓域ではないかと推定されている。また、戒壇跡遺構の南側水田からは礎石建物や掘立柱建物、製鉄炉の遺構が発見されている。

### 観音寺地区
「観音寺地区」は本寺地区の北東1.7km、標高570 - 590mの山中に位置しており、5棟の礎石建物跡が露呈している。発掘調査はまだ行われていないが、規模や配置から門、塔、本堂、倉の跡と推定されている。

## 山岳信仰
慧日寺は北東に磐梯山、北に厩岳山、さらに磐梯山の北に吾妻山という山岳信仰の盛んな山を抱えており、その立地的な面から山岳信仰に大きな役割を果たしてきた。そもそも慧日寺の開基は806年（大同元年）に磐梯山が噴火した翌年のことであり、噴火と慧日寺開基との間に山岳信仰上の関連があるのではないかとする見方もある。吾妻山神社への参拝ルートは慧日寺門前町の本寺を始点としたいくつかのルートが開拓されている。

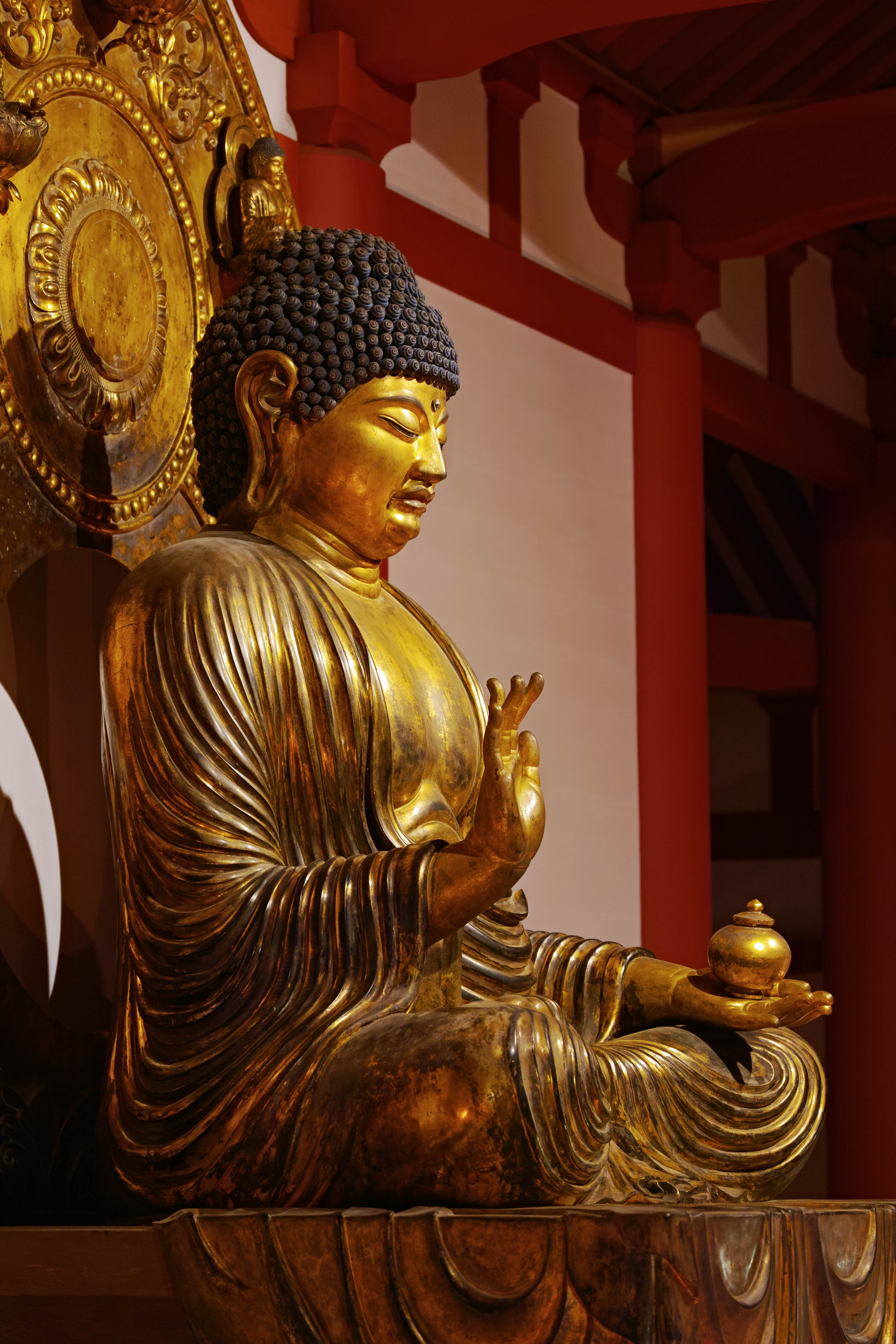
復元された薬師如来坐像

## 文化財

### 国指定
重要文化財
- 白銅三鈷杵（はくどうさんこしょ、工芸品）
奈良時代の作で、1959年（昭和34年）に国の重要文化財（工芸品）に指定されている。1995年（平成7年）、会津若松市の若松城天守閣郷土博物館へ貸し出していた間に盗難に遭ったが、2006年（平成18年）8月に東京都内で発見された。

史跡
- 慧日寺跡
平安時代の初めに南都法相宗の高僧・徳一によって開かれた寺院で、東北地方では開基の明らかな寺院としては最古のものとして知られている。広大な寺跡は1970年（昭和45年）に国の史跡に指定され、将来に向けて復元整備が図られ、2008年（平成20年）4月に金堂が復元され、一般公開される運びとなった。

将来的には、史跡公園として付近一帯が重要な文化財として広く公開される計画である。

### 県指定
- 紙本墨書田植歌（書跡）
- 絹本著色恵日寺絵図（歴史資料）
- 日光・月光菩薩面（彫刻）
- 薬師如来光背化仏（彫刻）
- 本堂（旧客殿）・山門附棟札[3]

## 磐梯山慧日寺資料館
本寺地区南西部には、慧日寺関連文化財の保存・公開や発掘調査の成果を展示することを目的として1987年（昭和62年）に開館した磐梯山慧日寺資料館がある。開館日は4月15日 - 11月30日で、冬季は休館している。資料館の敷地には厩岳山山頂にあった馬頭観音堂（内部には厨子や絵馬が納められている）が復元されていたり、名水百選に選定されている磐梯西山麓湧水群の一つである龍ヶ沢湧水が引水されたりしている。

## 交通アクセス
- JR磐越西線磐梯町駅より徒歩30分
- 磐越自動車道磐梯河東ICより車で5分
- 磐梯東都バスで磐梯町駅前より約8分、JR磐越西線猪苗代駅前よりバス35分